# Imposta sulle assicurazioni
L'imposta sulle assicurazioni è un tributo vigente in Italia, previsto dal Titolo I della Legge 29 ottobre 1961, n. 1216, e successive modificazioni e integrazioni, che grava sulle imprese di assicurazione. Si tratta di un'imposta surrogatoria delle imposte di bollo e di registro dalle quali gli atti delle imprese assicuratrici e degli intermediari di assicurazione (agenti o broker) sono esenti per tutti i documenti inerenti a contratti di assicurazione o riassicurazione. 

## Oggetto dell'imposta
Oggetto dell'imposta sulle assicurazioni sono tutti gli incassi di premi di assicurazione relativi a contratti stipulati in Italia. L'ammontare dell'imposta è determinata secondo i singoli rami o combinazioni di rami assicurati nel contratto. I rami e le combinazioni di rami (polizze cosiddette "plurime") sono indicate nella tabella allegata alla legge che regola l'imposta, che riporta a fronte di ciascuno di questi la relativa aliquota d'imposta da applicarsi. 

## Aspetti contabili
Le imprese di assicurazione devono tenere un registro ("registro premi" o "registro dei premi") in cui vengono indicati, in ordine cronologico, i vari premi di assicurazione incassati, secondo un modello indicato con decreto ministeriale. Tale registro ha valenza annuale e deve tenere distinte le somme incassate soggette a imposta e quelle esenti. La sua tenuta è soggetta alle norme che il Codice civile prevede per tutti i libri contabili ufficiali.

## Denuncia
Entro il 31 maggio di ogni anno, il soggetto passivo dell'imposta deve dichiarare all'agenzia delle entrate il totale dei premi incamerati l'anno precedente, soggetti a imposta, così come emergono dalle evidenze del registro dei premi. In tale denuncia il dichiarante deve tenere distinti i premi per ramo o per le combinazioni di rami previste dalla tariffa.
Il pagamento di queste imposte avviene a rate trimestrali in via presuntiva, con conguaglio a fine anno.

## Rivalsa
Le compagnie di assicurazione hanno il diritto di rivalsa dell'imposta sulle assicurazioni nei confronti dei contraenti delle polizze; l'importo incassato a titolo di rivalsa sui singoli premi deve essere esposto sulle quietanze rilasciate al cliente unitamente al premio cui afferiscono.